# Herophydrus ritsemae
Herophydrus ritsemae är en skalbaggsart som beskrevs av Régimbart 1889. Herophydrus ritsemae ingår i släktet Herophydrus och familjen dykare. Inga underarter finns listade i Catalogue of Life.